# Grustner

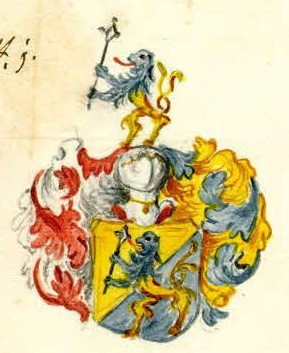
Stammwappen der Grustner

Grustner von Grustdorff zu Reinsperg und Paschbach (veraltet auch von Grußdorf) war der Name eines briefadeligen Geschlechts aus der gefürsteten Grafschaft Tirol, das in Reichsritter- und erbländisch-österreichischen Freiherrenstand erhoben wurde und 1834 im Mannesstamm erloschen ist. 

## Geschichte
Das ursprünglich bürgerliche, wappenfähige Geschlecht war bereits Ende des 15. Jahrhunderts in Eppan ansässig. Nach Kneschke erhielt bereits der kaiserliche Hauptmann Ludwig Grustner am 9. März 1498 den Ritterstand. Am 24. Oktober 1559 erlangten die Brüder Georg und Stephan Grustner einen Wappenbrief. Die ununterbrochene Stammreihe beginnt mit Adam Grustner, Amtmann zu Freudenstein, der für seine Verdienste in den Türkenkriegen 1580 vom Tiroler Landesfürst Erzherzog Ferdinand II. von Österreich-Tirol das bereits seinen Vorfahren verliehene Wappen bestätigte und in erblichen Adelsstand erhob. Darauf bestätigte Kaiser Ferdinand II. am 16. März 1624 in Wien den Söhnen des Nobilitierten, Ludwig und Christoph von Grustner den verliehenen Adel. Zugleich gewährte der Kaiser den Brüdern eine Wappenbesserung, erhob den Wohnsitz Reinsberg in Pizal im Gericht Altenburg zum Freisitz und verlieh ihnen das Adelsprädikat "Grustner von Grustdorf". Auf Befehl Erzherzogin Claudias vom 17. März 1636 wurde die Familie Tiroler Landstand. Aus der Ehe des Ludwig von Grustner mit Anna Franzin zu Zinnenberg gingen die Söhne Adam, oberösterreichischer Hofkammerrat; Christoph, tirolischer Generaleinnehmer; und Stephan kaiserlicher Ungeldeinnehmer hervor. Diesen bestätigte Kaiser Leopold I. in Wien am 9. März 1668 erneut den Adel sowie das Adelsprädikat "von Grustdorf zu Reinsperg, sowie 1672 eine erneute Wappenbesserung. Christoph Grustner von Grustdorf fungierte als k. k. Generaleinnehmer und Gotthard Grustner von Grustforf († 1723) starb als Abt des Klosters Fiecht. Der Sohn von Johann Anton Grustner von Grustdorf, Kasimir (* 1690 in Eppan; † 27. Juli 1754) war Chorherr in Wilten sowie Stiftssekretär. Am 27. Februar 1750 erlangte Adam Anton Wilhelm Grustner von Grußdorf auf Reinsperg und Paschbach, Geheimer Rat, Hofmarschall und Landpfleger der Fürstprobstei Berchtesgaden den erbländisch-österreichischen Freiherrenstand. Mti den Brüdern Johann und Joseph Grustner von Grustdorf ist das Geschlecht im Mannesstamm erloschen. Letzterer starb 1834 als k. k. Hauptmann in Pest.

## Besitzungen
- Ansitz Grustdorf
- Ansitz Reinsberg
- Ansitz Paschbach

## Persönlichkeiten
- Adam Anton Wilhelm von Grustner, Geheimer Rat, Hofmarschall und Landpfleger der Fürstprobstei Berchtesgaden
- Gotthard Grustner von Grustforf († 1723), Abt des Klosters Fiecht
- Kasimir von Grustner (1690–1754), Chorherr in Wilten sowie Stiftssekretär

## Wappen
- Blasonierung des Stammwappens: Von Gold und Blau schrägrechts geteilt, darauf ein schreitender Löwe in gewechselten Farben, in den Pranken einen Streitkolben haltend. Auf dem Helm mit rechts rol-silbernen und links blau-goldenen Helmdecken der Löwe mit Streitkolben.  In einer gebesserten Version sind der Löwe und der Helm gekrönt.
- Blasonierung des vermehrten Wappens: Geviert. Felder 1 und 4 zweimal geteilt, oben Wolkenfeh von Blau und Silber, unten Wolkenfeh von Silber und Blau, die Mitte in Rot. Felder 2 und 3 das Stammwappen mit gekrönten Löwen. Auf dem gekrönten Helm mit rechts rot-silbernen, links blau-goldenen Decken ein grüner Pfauenbusch.
- Blasonierung des gebesserten vermehrten Wappens von 1668: Geviert mit Mittelschild mit dem Stammwappen mit gekröntem Löwen. Felder 1 und 4 zweimal geteilt, oben Wolkenfeh von Blau und Silber, unten Wolkenfeh von Silber und Blau, die Mitte in Rot. Felder 2 und 3 von Gold und Blau schrägrechts geteilt, belegt mit einem gekrönten schwarzen Adler. Zwei gekrönte Helme: I. mit rot-silbernen Decken ein grüner Pfauenbusch, II. mit blau-goldenen Decken der gekrönter Adler.
- Blasonierung des Freiherrenwappens von 1750: Geviert mit gekrönten Mittelschild, darin das Stammwappen. Felder 1 und 4 in Gold ein gekrönter schwarzer Adler. Feld 2 in Silber ein blauer schreitender Greif. Feld 3 zweimal geteilt, oben Wolkenfeh von Blau und Silber, die Mitte in Rot, unten Wolkenfeh von Silber und Blau. Drei gekrönte Helme: I. mit schwarz-goldenen Decken der gekrönte schwarze Adler, II. mit blau-goldenen Decken der gekrönte Löwe mit Streitkolben vom Stammwappen, II. mit rot-silbernen Decken der grüne Pfauenbusch. Zwei Schildhalter: Rechts der gekrönte Löwe vom Stammwappen, in den Pranken eine Lanze mit viermal von Schwarz und Gold geteilter Fahne haltend. Links der gekrönte blaue Greif von Feld in den Krallen eine Lanze mit zweimal von Blau und Silber geteilter Fahne, im silbernen Feld das Wort „Libertas“, haltend.

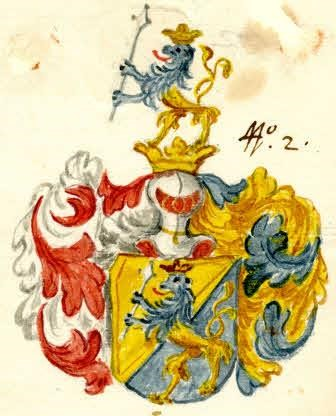
Gebessertes Stammwappen der Grustner mit gekröntem Löwen und Helm
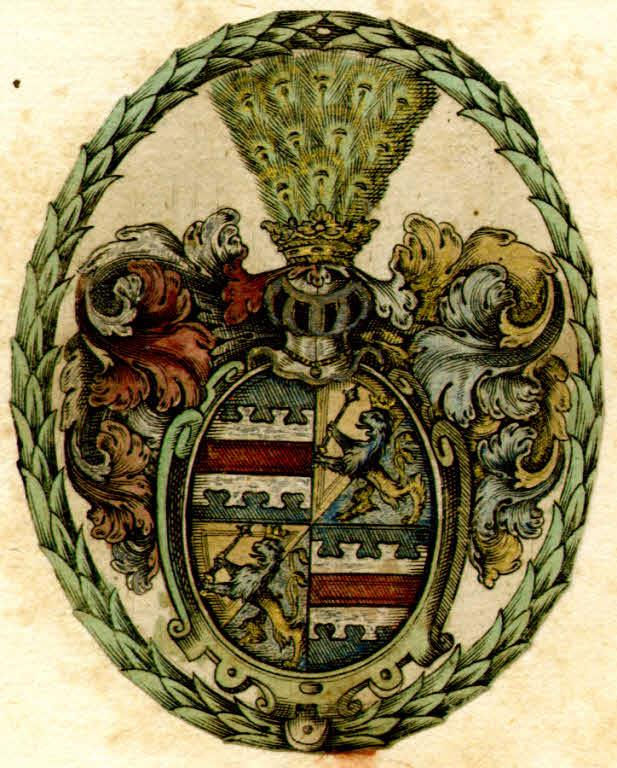
Vermehrtes Wappen der Grustner
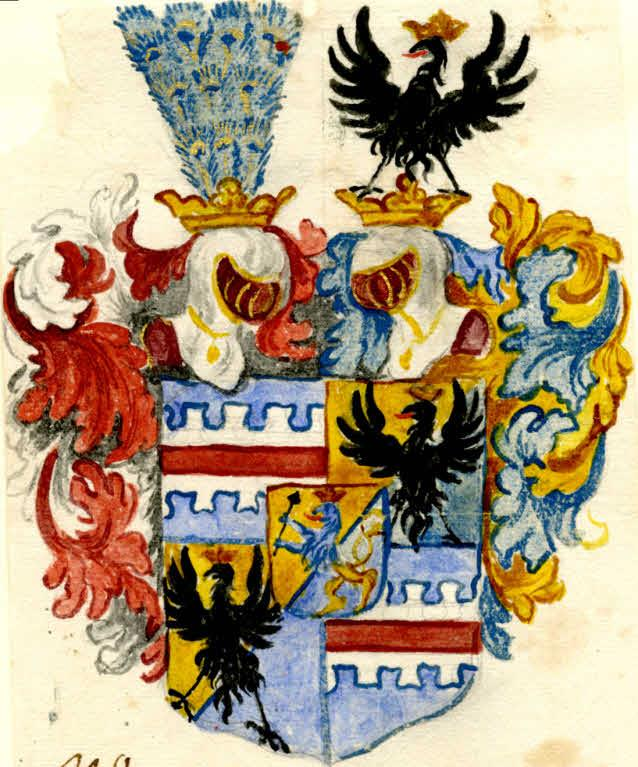
Gebessertes vermehrtes Wappen der Grustner von 1668
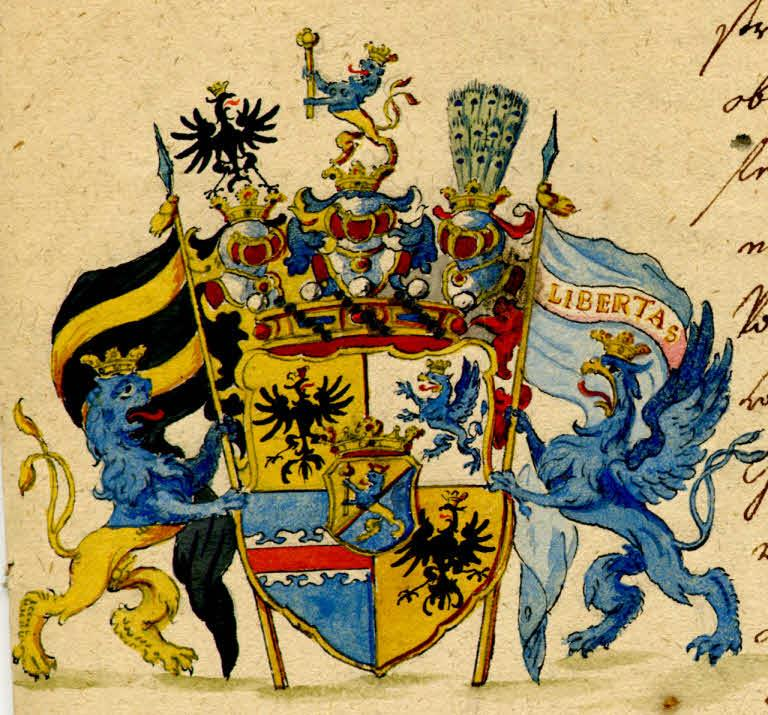
Freiherrenwappen der Grustner von 1750
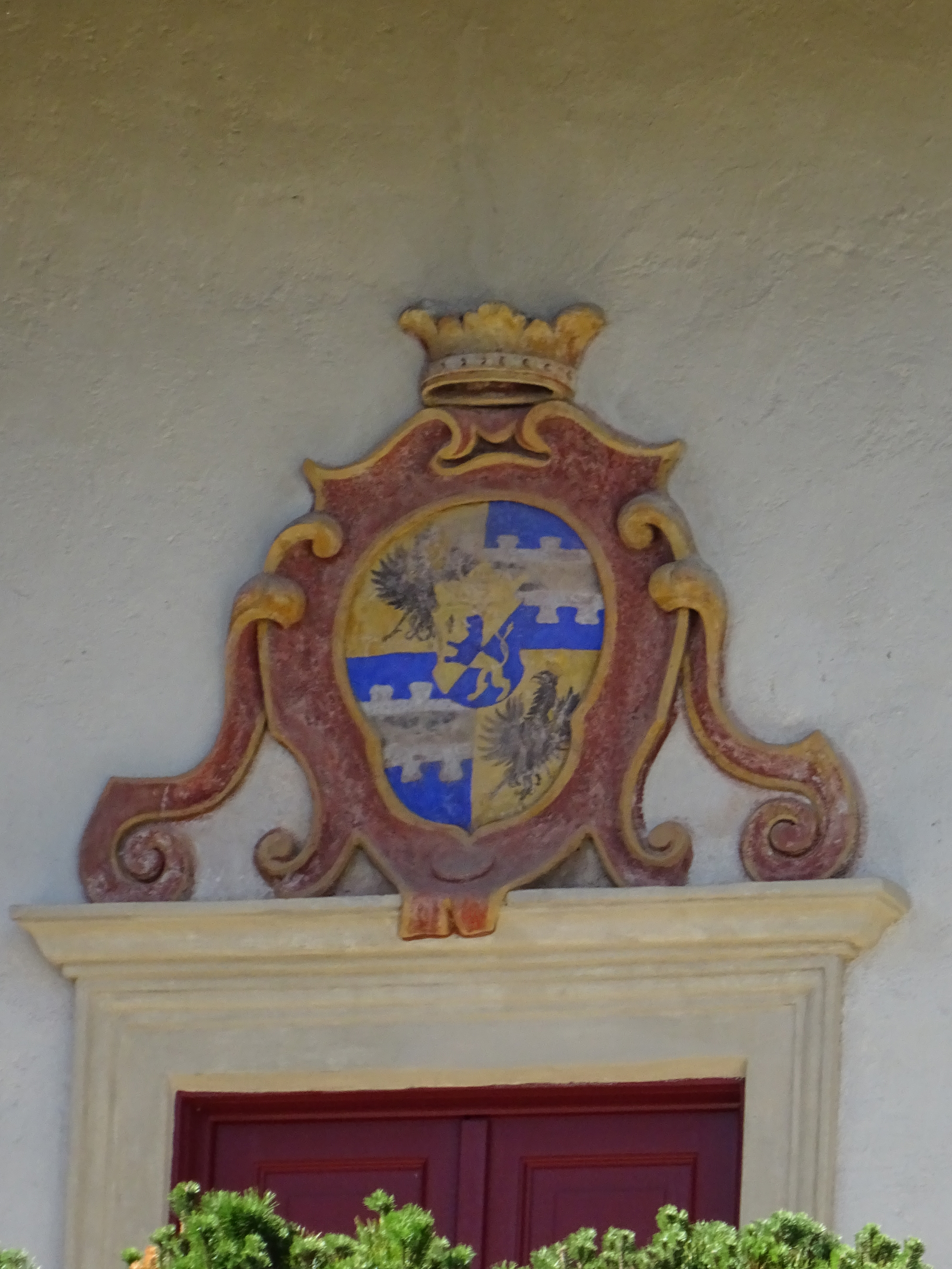
Wappen am Ansitz Reinsberg
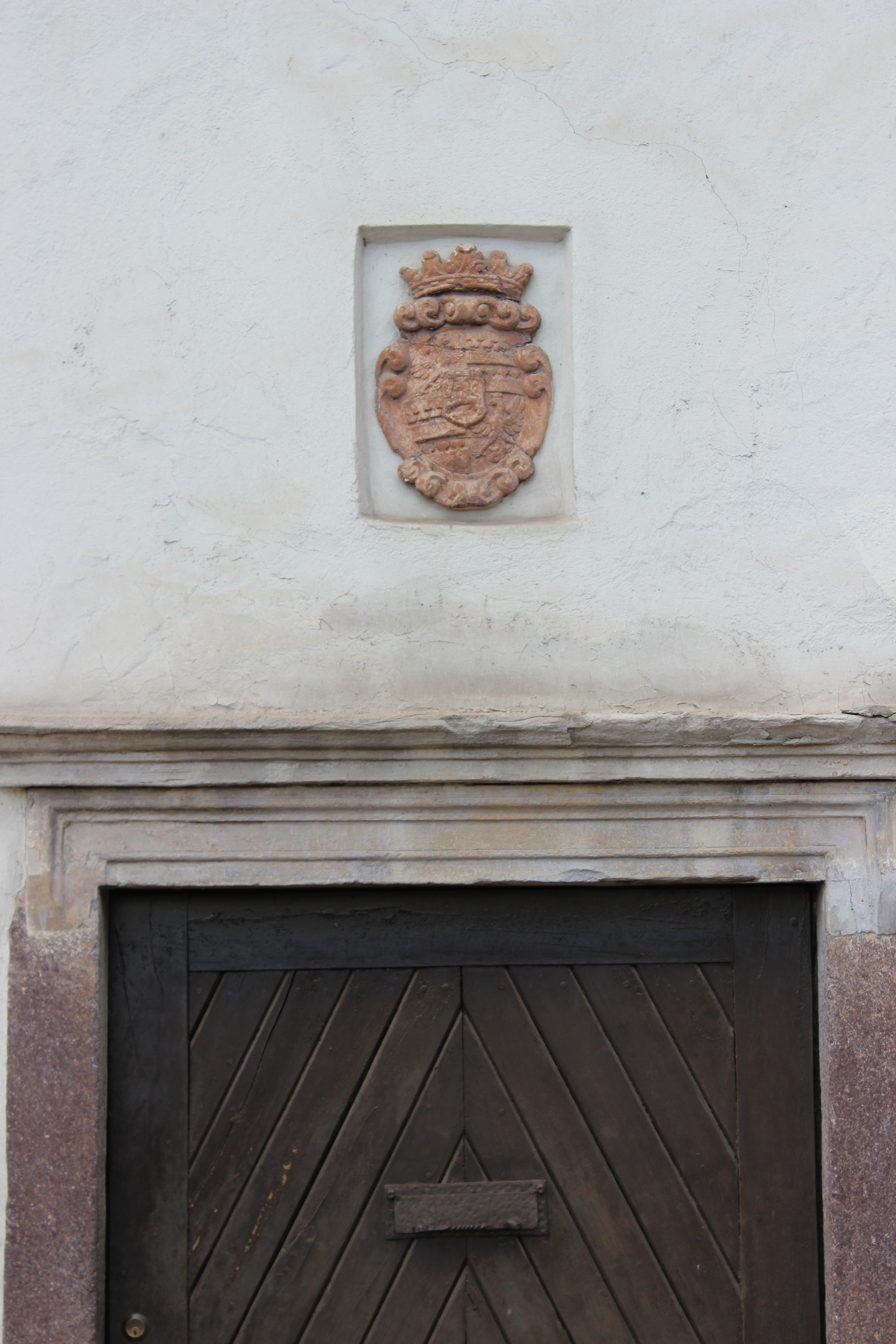
Wappen am Ansitz Grustdorf